# Zápas o titul mistryně světa v šachu 1937
Druhý zápas o titul mistryně světa v šachu po vzoru zápasu mužů se uskutečnil od 26. června do 17. července roku 1937 v Semmeringu v Rakousku. Střetly se stejné soupeřky jako o tři roky dříve tedy mistryně světa Věra Menčíková a vyzývatelka Sonja Grafová. Zápasu předcházel velký mezinárodní turnaj žen, ve kterém při účasti 12 šachistek z 10 zemí a neúčasti mistryně světa zvítězila Grafová. Tím získala právo vyzvat Menčíkovou. FIDE zápas přímo nepořádala, pouze její prezident Alexander Rueb schválil jeho uskutečnění a podmínky a kontroloval jejich dodržení. Zápas se hrál na 16 partií a skončil vítězstvím Menčíkové 11,5 : 4,5 při 5 remízách, čímž titul obhájila. Zajímavostí je, že zatímco bílými figurami uhrála vyzývatelka remízu 4:4, tak černými figurami utrpěla debakl 0,5:7,5, když jediné remízy dosáhla v poslední partii zápasu.

## Tabulka
| č. | Šachistka      | Země           | 1 | 2 | 3 | 4 | 5 | 6 | 7 | 8 | 9 | 10 | 11 | 12 | 13 | 14 | 15 | 16 |  | + | − | = | Body |
| -- | -------------- | -------------- | - | - | - | - | - | - | - | - | - | -- | -- | -- | -- | -- | -- | -- |  | - | - | - | ---- |
| 1  | Věra Menčíková | Československo | ½ | 1 | ½ | 1 | 1 | 1 | 0 | 1 | ½ | 1  | 0  | 1  | 1  | 1  | ½  | ½  |  | 9 | 2 | 5 | 11½  |
| 2  | Sonja Grafová  | Německo        | ½ | 0 | ½ | 0 | 0 | 0 | 1 | 0 | ½ | 0  | 1  | 0  | 0  | 0  | ½  | ½  |  | 2 | 9 | 5 | 4½   |